# Nœud d'agui
Ne doit pas être confondu avec Nœud de laguis.
Le nœud d'agui est un nœud d'ajut, constitué de deux nœuds de chaise,, ou deux nœuds de laguis imbriqués, principalement pour réunir deux aussières.

## Utilisation
Le nœud d'agui, bien que volumineux,, est particulièrement solide et facile à défaire (même après avoir subi de fortes tensions). Il est principalement utilisé pour de gros cordages,. Il est d'ailleurs le noeud d'ajut le plus utilisé pour les aussières (parmi de nombreux types de nœuds d'ajut existants), la première mention pour cet usage datant de 1841. Il ne glisse pas lors des tensions répétées des amarres au mouillage,. En effectuant de grandes boucles avec les nœuds de chaise, il est possible d'obtenir un effet d'amortisseur.
Par ailleurs ce nœud est aussi utilisé pour lier un cordage aux liens d'une chaise de travail, lorsqu'un marin doit travailler suspendu le long de la coque, de la structure ou sur les gréements,.

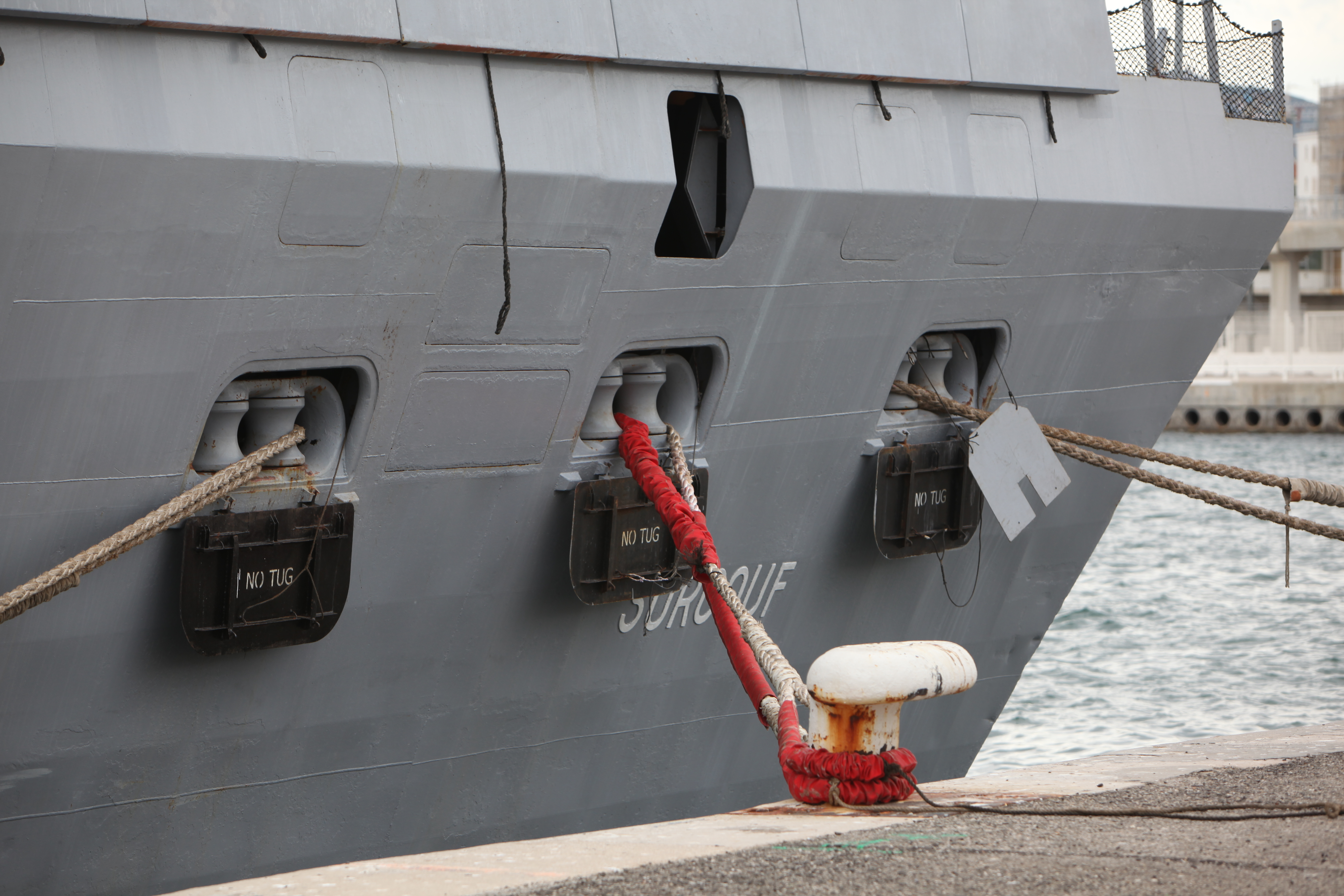
Aussières du Surcouf : Les ajuts d'aussières sont réalisés avec un noeud d'agui.

## Historique
Autrefois le nœud d'agui était ce que l'on appelle aujourd'hui le nœud de chaise,
,
,
.  C'était aussi la boucle formée par un nœud de chaise,.